# Ааду Хінт
А́аду Гінт, ест. Aadu Hint, повне ім'я А́дольф Е́дмунд Гінт (ест. Adolf Edmund Hint); 10 січня 1910, с. Кюласема, Езельський повіт, Ліфляндська губернія, Російська імперія — 26 жовтня 1989, Таллінн, Естонська РСР, СРСР) — естонський радянський письменник, народний письменник Естонської РСР (1965).

## Життєпис
Народився в селі Кюласема на острові Муху. Дитинство і юність Гінта пройшли на острові Сааремаа, де в 1923—1929 роки він навчався в Сааремааській гімназії.
Після анексії Естонії Радянським Союзом у 1940 році вступив у Комуністичну партію.
Після нападу Німеччини на СРСР 22 червня 1941 (в ході Другої світової війни) був покликаний в Червону армію, пізніше — працював у тилу.
Обирався депутатом Верховної Ради СРСР 9 скликання, а також депутатом Верховної Ради Естонської РСР.
Помер в Таллінні 26 жовтня 1989. Похований на острові Сааремаа на кладовищі Кіхельконна (нині на території волості Кіхельконна повіту Сааремаа).

## Родина
Брат — Йоганнес Гінт (1914—1985), відомий вчений, інженер і винахідник, який спеціалізувався на силікатних матеріалах.
У 1937–1941 перебував у шлюбі з Деборою Туллій, пізніше стала відомою як поетеса і перекладачка Дебора Варандей.
У 1941—1958 був одружений з письменницею Мінні Нурмі.
У 1961 році одружився з Ельвією Гінт (уроджена Ельвія Соовісте).
Серед восьми дітей Гінта здобули популярність письменники Пяерн Гінт, Мийно Гінт і Еева Парк, а також перекладачка Маре Занева.

## Творчість
Основні твори Гінта присвячені життю острів'ян, в особливості — рибалок.

### Твори
- «Проказа» («Pidalitõbi»; роман, 1934)
- «Лепрозорій Ватку» («Vatku tõbilas»; роман, 1936)
- «Золоті ворота» («Kuldne värav»; роман, 1937)
- «Кочегар» («Tulemees»; роман, 1939)
- «Син Вессе» («Vesse poeg»)
- «Пригоди вугра» («Angerja teekond»)
- «Свів острів» («Oma saar»)
- «Берег вітрів» («Tuuline rand»; тетралогія)

## Екранізації і театральні постановки
Перу Ааду Гінта належать кілька п'єс, всі вони ставилися в естонських театрах.

## Кинофильмы
- За п'єсою Гінта «Куди йдеш, товариш директор?» («Kuhu lähed, seltsimees direktor?») режисером Віктором Невежіним в 1959 році на Талліннській кіностудії було знято художній фільм «Підводні рифи» («Veealused karid»), при цьому письменник виступав як один із сценаристів.[4]
- За мотивами епопеї Гінта «Берег вітрів» на Талліннській кіностудії було знято два художні фільми (як і у випадку з кінокартиною «Підводні рифи», Ааду Хінт був одним з сценаристів):
  - «Гладіатор» («Gladiaator»; 1969, режисер Велье Кяспер);
  - «Берег вітрів» («Tuuline rand»; 1971, режисер Калье Кійск Карлович).

## Нагороди, премії і звання
- Державна премія Естонської РСР (1950, 1967)
- Заслужений письменник Естонської РСР (1955)
- Народний письменник Естонської РСР (1965)
- Літературна премія Фрідеберта Туґласа за новели (1982)
- Орден Леніна
- Орден Трудового Червоного Прапора